# Запоріжський Павло
Запоріжський Павло (1892, м. Єлисаветград, нині Кропивницький — 1971, м. Львів) — український іконописець, військовик, поручник Армії УНР (1919–1920).

## Життєпис
Закінчив Одеське художнє училище.
У листопаді 1920 року разом із 1-ю Запорозькою дивізією Армії УНР інтернований до Польщі, де перебував у таборі в селі Пикуличах (біля Перемишля).
Від 1945 — у Львові.

## Творчий доробок
Від 1923 — співвласник та головний художник спілки «Відродження» в Перемишлі. Засновник артистично-малярної та іконописної майстерні (1927).
З 1923 до 1944 року писав ікони для храмів Львівщини, Бойківщини і Лемківщини, зокрема для церков с. Турівка Тернопільського району (1928) та с. Добра (1929, нині Польща; чотири ікони до бічних престолів).
Розписав церкву Петра й Павла у Львові (поч. 1930-х рр.), виконав іконопис греко-католицького собору в м. Ярославі (1935–1937; Польща). У с. Великому Ключеві Коломийського району протягом 1933–1934 років здійснив реставрацію ікон, а також розписав бані та створив дванадцять образів «Хресної дороги» в храмі Преподобної Параскеви Сербської.
Збереглися оформлення церкви Різдва Пресвятої Богородиці (1932, с. Опарівка, нині Польща); запрестольна ікона в церкві Різдва Богородиці в Перемишлі (1943); розписи церкви в с. Щавне Підкарпатського воєводства; ікона Івана Хрестителя (1945 року вивезена до Польщі).